# Dave Alvin
Dave Alvin är en amerikansk låtskrivare, gitarrist och sångare. Alvin föddes 11 november 1955 och växte upp i Downey i Kalifornien tillsammans med sin äldre bror Phil. I låten "Ashgrove" från albumet med samma namn från 2004 beskriver han hur han och brodern i tidiga tonåren besökte klubben Ash Grove i Los Angeles där de bl.a. såg och influerades av Lightnin' Hopkins, Big Joe Turner och Rev Gary Davis.

## Historia
Bröderna bildade 1979 bandet The Blasters tillsammans med Bill Bateman och John Bazz. Efter sju år lämnade Dave Alvin gruppen. Gruppen X blev ny kortvarig hemvist för Dave Alvin, och då i rollen som sologitarrist. Efter att ha medverkat på deras album See How We Are lämnade han X för att spela in sin första soloplatta Romeo's Escape, som i Europa gick under titeln Every Night About This Time. Båda titlarna finns med som sånger på debutalbumet. Skivan mottogs väl av kritikerkåren, men sålde inte tillräckligt för att Dave Alvin skulle få göra en andra platta hos Columbia.
Tack vare royalties från Dwight Yoakams inspelning av Alvins "Long White Cadillac" blev det 1991 en andra skiva. Den kom ut på det lokala roots-bolaget Hightone Records. Album nr 2 fick titeln Blue Blvd och etablerade Dave Alvin som en av företrädarna för Americana-stilen. 
År 2000 fick Dave Alvin en grammy i genren Best Contemporary Folk Album för ett album som bara innehöll traditionella amerikanska folk- och bluessånger. Albumet har den långa titeln Public Domain: Songs From the Wild Land. I och med albumet Ashgrove från 2004 bytte han skivbolag och hans sex senaste skivor har getts ut av Yep Roc Records. På den studioinspelade skivan West of the West från 2006 gör Dave Alvin egna tolkningar av sånger av andra kaliforniska låtskrivare som Jackson Browne, Merle Haggard, Tom Waits, John Fogerty, Jerry Garcia och Brian Wilson. I maj 2007 släppte Dave Alvin ett album som finns att köpa både som DVD och CD. Live in Austin TX fångar hans hela framträdande i Austin City Limits i januari 1999. Sex av låtarna visades när programmet sändes i amerikansk TV i slutet av april 1999.
Förutom att ägna sig åt sin egen musikkarriär har Alvin också givit ut två diktsamlingar, och spelat sig själv i rollen som Dave i filmen Border Radio från 1987, som finns på DVD.
Dave Alvin har genom åren turnerat regelbundet och fem av hans album är inspelade live. Sedan 1994 heter hans kompgrupp The Guilty Men, åren innan dess hette kompgruppen The Allnighters (1987-88) och The Skeletons (1991-92). Medlemmarna i The Guilty Men har varierat över tiden, men Bobby Lloyd Hicks (trummor), Joe Terry (keyboards), Gregory Boaz (bas) och Chris Gaffney (dragspel) utgjorde kärnan i gruppen under decenniet runt millennieskiftet. Dave Alvin har gjort två spelningar i Sverige, båda i Malmö, 1992 och 1994.
Efter att hans bäste vän Chris Gaffney avlidit i cancer i april 2008 inledde Dave Alvin ett samarbete med sju kvinnliga musiker - The Guilty Women; Cindy Cashdollar, Nina Gerber, Laurie Lewis, Sarah Brown, Amy Farris, Christy McWilson och Lisa Pankrantz. Tillsammans med dessa gjorde Alvin sedan hösten 2008 flera mindre turnéer och dessutom spelade de in skivan Dave Alvin and the Guilty Women. Den kom för övrigt ut samma dag som en hyllningsskiva till Chris Gaffney - Man of Somebody's Dreams, en skiva som producerats av Dave Alvin och där han även medverkar som artist med sången Artesia.  
På albumet Eleven Eleven som gavs ut i juni 2011 framförde Alvin 11 nya sånger. Sången What's Up With Your Brother? är en duett med hans bror Phil som sägs vara första gången de båda sjungit tillsammans på skiva. Även Chris Gaffney och Christy McWilson medverkade på albumet med var sin duett med Dave.
Dave och Phil Alvin återupptog sitt samarbete efter att Phil återhämtat sig efter en livshotande akut sjukdom under en turné med The Blasters i Spanien 2012. Det förnyade samarbetet resulterade i det gemensamma hyllningsalbumet Common Ground, där bröderna framför tolv sånger av Big Bill Broonzy. I marknadsföringen av albumet förekom Daves citat om relationen till brodern: “We argue sometimes, but we never argue about Big Bill Broonzy”.
Förutom spelningar under eget namn har Dave Alvin spelat med grupperna The Knitters, The Flesh Eaters och Gene Taylor Blues Band, där han återförenats med Bill Bateman och John Bazz från The Blasters. Han har även producerat musik för andra artister, bl.a. Tom Russell, Big Sandy och Christy McWilson. 

## Diskografi

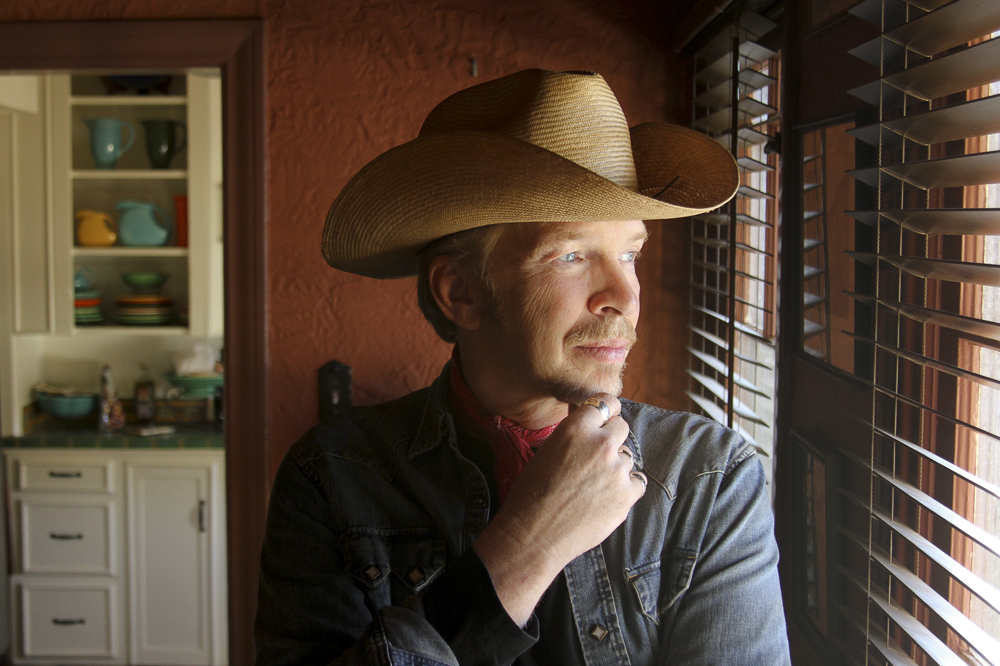
Dave Alvin 2011, promotionbild för albumet Eleven Eleven.

### CD
- Romeo's Escape – 1987
- Blue Blvd – 1991
- Museum of Heart – 1993
- King of California – 1994
- Interstate City (live) – 1996
- Blackjack David – 1998
- Public Domain – 2000
- Out in California (live) - 2002
- Outtakes in California (live, begränsad upplaga) – 2002
- Ashgrove – 2004
- The Great American Music Galaxy (live, begränsad upplaga) – 2005
- West of the West – 2006
- Live from Austin, TX: Austin City Limits (live) – 2007
- Dave Alvin and the Guilty Women – 2009
- Eleven Eleven – 2011
- Eleven Eleven Expanded Edition (3 CD + DVD, bonusspår och live) – 2012
- Common Ground: Dave Alvin & Phil Alvin Play and Sing the Songs of Big Bill Broonzy – 2014
- Lost Time: Dave Alvin & Phil Alvin – 2015

### LP
- Romeo's Escape – 1987
- Dave Alvin and the Guilty Women – 2009
- Eleven Eleven – 2011
- Ashgrove (2004, bonusspår, ej på CD-utgåvan: Highway 61 Revisited) – 2013
- West of the West (2006, bonusspår, ej på CD-utgåvan: Boss) – 2013
- Common Ground: Dave Alvin & Phil Alvin Play and Sing the Songs of Big Bill Broonzy – 2014
- Lost Time: Dave Alvin & Phil Alvin – 2015
- Hard Travelin': Dave Alvin & Phil Alvin (4 spår, specialutgåva på röd vinyl för Record Store Day 2017) – 2017

### DVD
- Live from Austin, TX: Austin City Limits (live) – 2007
- Live at the Great American Music Hall (live, begränsad upplaga) – 2009